# The Scientist
The Scientist ist die zweite Single aus dem Album A Rush of Blood to the Head der britischen Alternative-Rock-Band Coldplay. Das Lied wurde von allen Bandmitgliedern gemeinsam geschrieben. Musikalisch gesehen handelt es sich um eine Klavierballade, textlich von der Sehnsucht eines Mannes nach Liebe. Neben guten Kritiken gewann das Musikvideo drei MTV Video Music Awards.

## Entstehung
In einem Interview mit dem Rolling Stone während der Arbeit an A Rush of Blood to the Head gestand Martin, dass dem Album noch etwas fehle. Bei einer Übernachtung in Liverpool fand Martin ein altes, verstimmtes Klavier. Er wollte an George Harrisons  Isn't It a Pity arbeiten, was er jedoch nicht schaffte. Stattdessen improvisierte er ein Klavierriff, woraufhin er darum bat, ein Aufnahmegerät anzumachen. Später nahm er Klavier und Gesang in einem Liverpooler Studio auf.

## Veröffentlichung

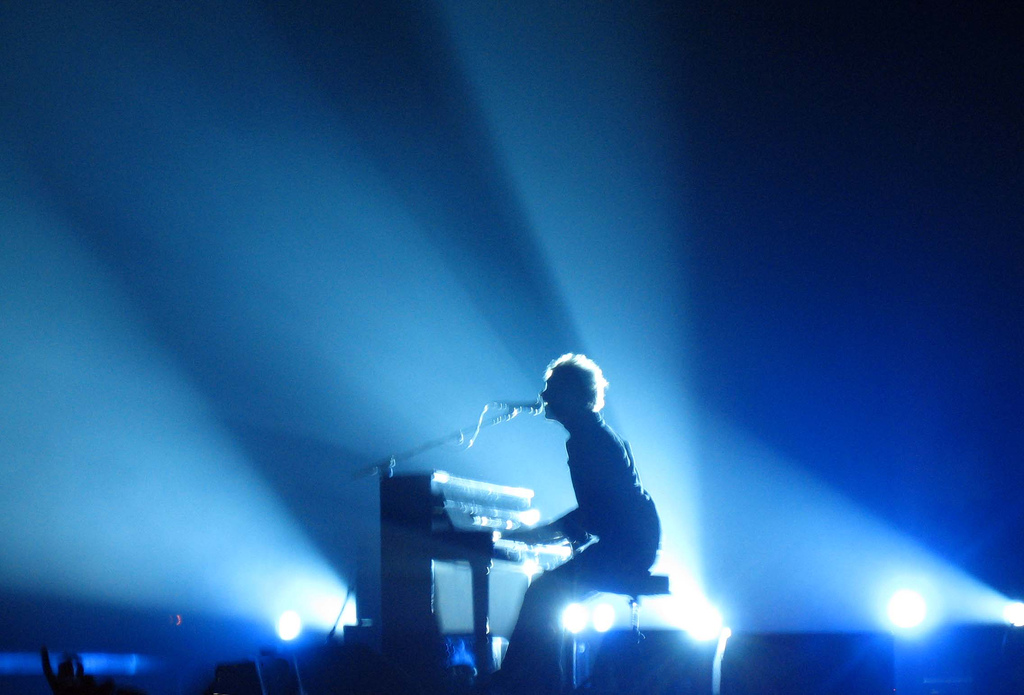
Chris Martin spielt „The Scientist“ 2005 auf der Twisted Logic Tour

Die Erstveröffentlichung von The Scientist erfolgte als Teil von Coldplays zweitem Studioalbum A Rush of Blood to the Head am 12. August 2002 bei Parlophone (Katalognummer: TOCP-66020). Am 11. November 2002 erschien das Lied als zweite Singleauskopplung aus dem Album. Diese erschien zeitgleich als 7″-Single mit den B-Seiten 1.36 und I Ran Away (Katalognummer: 5515492), 2-Track-CD-Single mit der B-Seite 1.36 (Katalognummer: 5516352) sowie als DVD-Maxi-Single, die zwei Varianten den Musikvideos sowie zwei Audiotitel, unter anderem mit einem Interview, enthält (Katalognummer: 4902289). Das Artwork stammt von Sølve Sundsbø und – wie es bei allen Singles des Albums der Fall war – einem Bandmitglied, hier Schlagzeuger Will Champion.
In den Vereinigten Staaten erschien das Lied zunächst nicht als Single, da das Musiklabel der Meinung war, dass er nicht gut genug sei und stattdessen Clocks herausbrachte. Am 15. April 2003 wurde The Scientist dennoch als Single veröffentlicht.
The Scientist war zudem Teil von Coldplays erstem Livealbum Live 2003, dass am 30. Oktober 2003 erschien.

## Inhalt
Bei The Scientist handelt es sich um eine Ballade mit einem sehr charakteristischen Klavier-Riff. Am Anfang des Liedes ist nur Chris Martin mit Klavier und Gesang zu hören, nach dem ersten Refrain kommen Schlagzeug, Akustikgitarre sowie Bass hinzu. Erst gegen Ende wurde eine E-Gitarre eingebaut. Der Song enthält zudem Streichinstrumente.
Der Text thematisiert die Kraftlosigkeit eines Mannes gegenüber der Liebe. Seine Hilflosigkeit wird im ersten Vers des Refrains „nobody said it was easy“ (niemand hat gesagt, es sei einfach) veranschaulicht. Die ersten Zeilen des Liedes stellen eine Entschuldigung dar: „Come up to meet you/tell you I'm sorry/you don't know how lovely you are“ (Bin gekommen, um dich zu treffen/dir zu sagen, dass es mir leid tut/du weißt nicht, wie lieblich du bist). Am Ende des Liedes wird verdeutlicht, dass dieser Mann einen Neuanfang versucht: „I'm going back to the start“ (Ich gehe zum Anfang zurück).
Der Titel des Liedes spielt auf Fragen an die Wissenschaft an, dies wird zum Beispiel im dritten Vers vertieft: „I was just guessing at numbers and figures/pulling the puzzles apart/questions of science, science and progress/do not speak as loud as my heart.“ (Ich habe nur geraten/bei Nummern und Zahlen/das Puzzle auseinandernehmend/Fragen der Wissenschaft/Wissenschaft und Fortschritt/Sprechen nicht so laut wie mein Herz).

## Musikvideo
Das Musikvideo von The Scientist wurde durch seine bemerkenswerte Rückwärtserzählung sehr populär. Für diese musste jedoch Sänger Chris Martin lernen, das Lied rückwärts zu singen, wofür er einen Monat benötigte. Das Video wurde an unterschiedlichen Orten gedreht, unter anderem in Surrey vor der A Rush of Blood to the Head Tour. Regie führte Jamie Thraves. Veröffentlicht wurde das Video am 14. August 2002.
Am Anfang des Videos liegt Martin singend auf einer im Freien liegenden Matratze. Martin steht rückwärts auf und bewegt sich ebenfalls rückwärts durch die Stadt. Er erreicht die Vorstadt und schließlich einen Wald, in dem sein Auto steht. Davor liegt seine tote Freundin. Anschließend sieht man diese durch die zerbrochene Scheibe des Autos zurückfliegen, die anschließend auch wieder ganz wird. Das Auto rollt rückwärts einen Hügel hoch und fährt durch einen zerbrochenen Zaun hindurch, der anschließend auch wieder in seine Ursprungsform zurückversetzt wird. Am Ende sieht man Martin und seine Freundin lachend auf einer Landstraße langfahren.
2003 wurde das Video dreimal in den MTV Video Music Awards ausgezeichnet. The Scientist wurde bestes Musikvideo einer Gruppe, gewann den Preis für die beste Regie und konnte sich in der Kategorie Durchbruchsvideo durchsetzen. Außerdem wurde das Video in der Kategorie für das beste Kurzmusikvideo für einen Grammy Award nominiert, jedoch gewann Johnny Cashs Hurt.

## Rezensionen
The Scientist bekam sehr gute Kritiken. Rob Sheffield vom Rolling Stone sprach von der „fantastischen Klavierballade 'The Scientist'“, die „ein katastrophales Falsetto-Finale hat, das jedes Haar auf dem Nacken aufstellen kann“.
Der NME-Autor Ian Watson schrieb, dass „das Lied untrennbar mit dem endlosen Nachthimmel und den geheimen Hoffnungen und Bedauern von hunderttausenden Fremden“ sei. Im Oktober 2011 gab NME dem Lied Platz 37 der „150 Besten Songs der letzten 15 Jahre“
Bei dem Internetradio Last.fm belegte The Scientist 2012 Platz 11 der am häufigsten gehörten Titel der letzten 10 Jahre.

## Kommerzieller Erfolg

### Chartplatzierungen
In Deutschland erreichte die Single zunächst lediglich Platz 87 der Charts, konnte sich aber im Oktober 2009 erneut platzieren, nachdem der Song in der Casting-Show Popstars von mehreren Kandidaten interpretiert wurde und erreichte schließlich Platz 26. In Österreich erreichte der Song Platz 28 und in der Schweiz sogar Platz 6.
| ChartsChartplatzierungen     | Höchstplatzierung | Wochen |
| ---------------------------- | ----------------- | ------ |
| Deutschland (GfK)            | 26 (10 Wo.)       | 10     |
| Österreich (Ö3)              | 8 (8 Wo.)         | 8      |
| Schweiz (IFPI)               | 28 (4 Wo.)        | 4      |
| Vereinigtes Königreich (OCC) | 10 (21 Wo.)       | 21     |

### Auszeichnungen für Musikverkäufe
| Land/Region                  | Auszeichnungen für Musikverkäufe (Land/Region, Auszeichnung, Verkäufe) | Verkäufe  |
| ---------------------------- | ---------------------------------------------------------------------- | --------- |
| Australien (ARIA)            | 6× Platin                                                              | 420.000   |
| Dänemark (IFPI)              | 2× Platin                                                              | 180.000   |
| Deutschland (BVMI)           | Platin                                                                 | 600.000   |
| Italien (FIMI)               | 3× Platin                                                              | 150.000   |
| Neuseeland (RMNZ)            | 5× Platin                                                              | 150.000   |
| Portugal (AFP)               | 5× Platin                                                              | 50.000    |
| Spanien (Promusicae)         | 3× Platin                                                              | 180.000   |
| Vereinigte Staaten (RIAA)    | 4× Platin                                                              | 4.000.000 |
| Vereinigtes Königreich (BPI) | 4× Platin                                                              | 2.400.000 |
| Insgesamt                    | 33× Platin ·                                                           | 8.130.000 |

Hauptartikel: Coldplay/Auszeichnungen für Musikverkäufe

## Coverversionen
Zudem existiert ein Live-Cover von Aimee Mann, das auf der 2004 erschienenen Special Edition des Albums Lost in Space erschienen ist. Ein anderes Cover befindet sich auf dem Album Scarred von Johnette Napolitano. Außerdem ist eine Neuinterpretation auf dem Album Into Paradise der Chorgruppe All Angels zu finden.
Natasha Bedingfield, Alex Band, Eamon und Avril Lavigne spielten den Song ebenfalls nach, sie traten damit in der Radioshow Jo Whiley's Live Lounge auf. Auch Belinda Carlisle coverte den Song, jedoch in der Reality-Show Hit Me Baby One More Time des Senders ITV1. Eine andere Live-Darstellung des Liedes gab es beim No Phone Zone-Zusammentreffen von Oprah Winfrey in Los Angeles, wo Allison Iraheta und Kris Allen eine Duettversion darboten.
2011 coverte Willie Nelson The Scientist für den von Chipotle Mexican Grill sponsorierten Film Back to the Start. Zudem wird in der TV-Serie Glee das Lied gecovert, dabei singen unter anderem Cory Monteith, Darren Criss, Naya Rivera, Matthew Morrison, Lea Michele, Chris Colfer, Heather Morris und Jayma Mays.
Die US-amerikanische Show MADtv parodierte das Video unter dem neuen Titel The Narcissist (Der Narzisst).
Der Song ist Teil des Soundtracks zu den Filmen Sehnsüchtig und Fifty Shades of Grey – Gefährliche Liebe (2017). In letzterem wurde eine Version der britischen Sängerin Corinne Bailey Rae eingesetzt.